# Афілійована особа
Афілійована особа (афільована особа) — засновники та учасники емітента (крім акціонерів, які не є засновниками); особи, частка яких становить понад 10% у статутному фонді емітента; посадові особи емітента та члени їхніх сімей; особи, що діють від імені даного емітента за відповідним дорученням, або особи, від імені яких діє даний емітент; особи, які відповідно до законодавства України контролюють діяльність даного емітента; юридичні особи, що контролюються даним емітентом або разом з нею перебувають під контролем третьої особи; реєстратор, з яким підписано договір про обслуговування, його керівники та посадові особи .

### Афілійована особа інвестиційного фонду чи інвестиційної компанії
- інвестиційний керуючий, засновники, а також учасники, кожен з яких володіє не менш як 25 % інвестиційних сертифікатів [4].

### Афілійована особа учасника
- будь-яка особа, що володіє більш як 20 % у статутному фонді учасника конкурсної групи або в статутному фонді якої більш ніж 20 % належить учаснику конкурсної групи чи іншій юридичній особі конкурсної групи [5].

### Афілійовані особи торговця
- засновники; особи, частка яких у статутному фонді торговця від безпосереднього та/або опосередкованого володіння становить понад 5%; особи, частка торговця у статутному фонді яких становить понад 5%; особи, що перебувають у трудових відносинах з торговцем [6].